# Cadenza
Una cadenza, nella teoria musicale, è una formula armonico-melodica che conclude un discorso musicale, sia questo una frase o una composizione. Consiste solitamente nella successione di due o più accordi. Nel linguaggio musicale le cadenze hanno un ruolo per certi versi paragonabile a quello della punteggiatura nell'espressione verbale.
In alcune forme musicali, come l'aria d'opera o il concerto solistico, la cadenza conclusiva del brano era talora espansa in un lungo assolo di carattere virtuosistico, spesso improvvisato dall'esecutore: da ciò l'uso del termine "cadenza", al di fuori dello stretto contesto della teoria musicale, anche per denotare un lungo inciso solistico che precede la conclusione di un brano.

## Armonia tonale
Essa è uno dei momenti più importanti di una composizione, in quanto permette di stabilire pienamente la tonalità, dà coerenza alla struttura formale del brano e costituisce un momento di alta espressività. Può essere paragonata al punto che conclude una frase, ma bisogna ricordare che esistono cadenze più o meno incisive e che esse possono venir usate per creare un effetto di pausa temporanea o definitiva.
Con l'affermarsi del sistema tonale, la cadenza acquistò la funzione di ribadire la tonalità attraverso precise successioni accordali.

### Cadenza autentica perfetta o imperfetta
I gradi più importanti per la definizione della tonalità di un brano sono il V ed il I (la sensibile dell'accordo di dominante deve risolvere sempre sulla tonica, dando un accentuato senso di conclusione). La loro successione dà origine alla formula di cadenza più nota: la cadenza autentica. Le cadenze autentiche possono essere ulteriormente suddivise in perfette o imperfette, a seconda del loro grado di "perfezione", cioè di conclusività: le cadenze perfette sono quelle che terminano con la nota tonica al soprano; se, invece, la cadenza conclude con la terza o la quinta della triade di tonica, essa si dice imperfetta. 

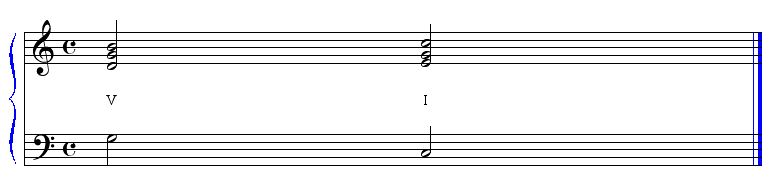
Esempio di cadenza autentica perfetta (V-I)

La formula della cadenza autentica (V-I) può essere estesa includendo il IV o il II grado (sia nello stato fondamentale, che in primo rivolto) e inserendo anche la quarta e sesta di cadenza in funzione di appoggiatura doppia sull'accordo di dominante. In base a ciò si possono avere due formule assai forti dal punto di vista armonico:
- II-I (in secondo rivolto)-V-I
- IV-I (in secondo rivolto)-V-I

Altre formule usabili sono:
- IV-V-I
- II-V-I

Tre formule meno comuni sono:
- VI-V-I
- III-V-I
- I-V-I

L'accordo di tonica conclusivo, volendo, può essere ornato tramite un'appoggiatura o un ritardo. Un'altra variante consiste nel prolungare l'accordo di dominante mentre il basso intona la tonica, sia fungendo come appoggiatura, sia per permettere una risoluzione più in là.

### Cadenza evitata
La cadenza evitata presuppone una modulazione e si verifica quando il V di una tonalità passa al V di una nuova tonalità. Da qui il nome di cadenza evitata, dato che il V "evita" la risoluzione al I grado per passare direttamente al V di una nuova tonalità. Questo tipo di cadenza crea una sonorità imprevedibile e una forte sensazione di movimento alla ricerca di una risoluzione conclusiva.

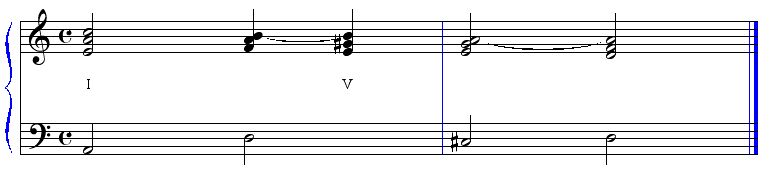
Esempio di cadenza imperfetta (V-I in primo rivolto)

A differenza della cadenza autentica imperfetta, la cadenza evitata non è in grado di concludere un brano.

### Cadenza sospesa
La cadenza sospesa è quella che termina sull'accordo di dominante allo stato fondamentale; rispetto alla precedente indica una pausa debole, temporanea.

Il più delle volte il V grado viene preceduto dal IV o dal II, ma anche dal I (utile l'uso della quarta e sesta di cadenza come elemento sottolineativo) o dal VI.

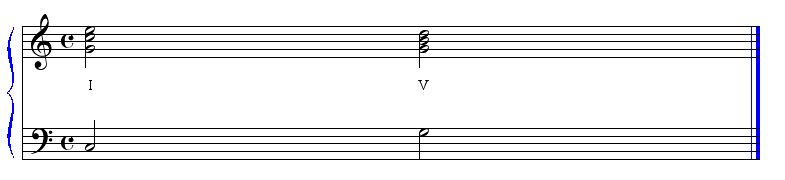
Esempio di cadenza sospesa (I-V)

Spesso la cadenza sospesa viene utilizzata in caso si abbiano due frasi musicali parallele (o anche due periodi tra loro diversi); in tal caso la prima frase chiude con la cadenza sospesa e la seconda con quella autentica.

### Cadenza plagale
Consiste nell'uso della successione IV-I e viene spesso usata dopo una cadenza autentica per marcarne ancora di più il ruolo conclusivo, ma può anche essere inserita da sola. Può essere preceduta dal VI o dal I grado.

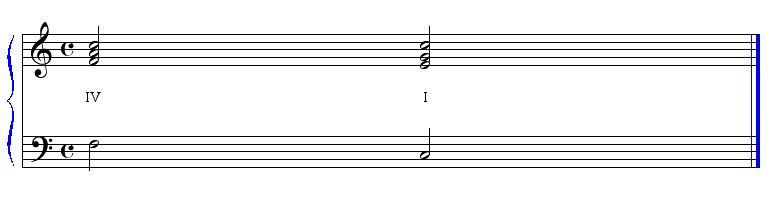
Esempio di cadenza plagale (IV-I)

A conclusione di un brano in tonalità maggiore, il IV grado può venir anche utilizzato nella sua forma minore e ciò serve a conferire una coloratura molto particolare.

### Cadenza d'inganno
Si basa sulla cadenza perfetta ma, in luogo del finale di I grado, ne viene utilizzato un altro; in base a ciò possono esistere molte cadenze d'inganno con differente efficacia. La tonalità non viene smarrita, in quanto è sufficiente l'accordo di dominante per definirla appieno (e anzi, nella cadenza plagale, la definizione tonale è assai incisiva). La progressione più nota è quella V-VI, che conferisce un forte senso di sorpresa.

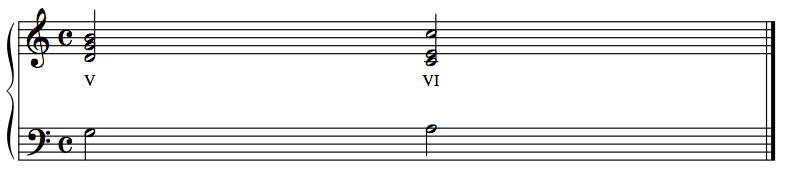
Esempio di cadenza d'inganno (V-VI)

Una cadenza d'inganno crea un momento di sospensione, che determina un aumento d'interesse verso la composizione, in quanto la sensazione di una conclusione viene disattesa, e inoltre fa sì che il compositore possa aggiungere una o due frasi che concludano il tutto.

### Cadenza frigia
Si tratta di una cadenza tipicamente barocca, che consiste nella progressione, in un brano di tonalità minore, IV (in primo rivolto)-V, ove quest'ultimo è alterato; in genere è usata come conclusione di un movimento lento. 

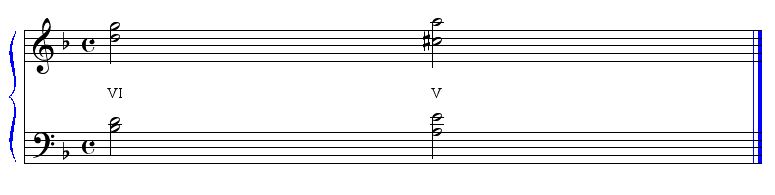
Esempio di cadenza frigia (IV in primo rivolto-V)

Il nome deriva dal movimento discendente di un semitono del basso, che si ritiene sia una derivazione dalle cadenze, di tipo II-I, della musica medioevale nel modo frigio.

### Cadenza imperfetta
La cadenza imperfetta è caratterizzata dalla presenza della progressione V-I, in cui il I grado o il V sono allo stato di rivolto. Ciò determina la perdita di parte del carattere conclusivo della cadenza autentica, indicando una pausa solo transitoria. In questi casi, in effetti, la conclusione arriva successivamente.

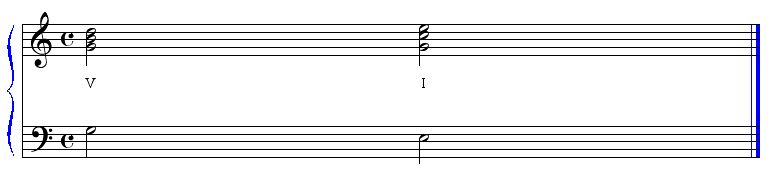
Esempio di cadenza imperfetta

Un effetto poco conclusivo lo si può anche ottenere, volendo, utilizzando l'accordo di tonica allo stato fondamentale, ma facendo cantare al soprano la 3ª mediante.

### Cadenze in battere o in levare
Questa differenziazione si basa sul tempo in cui cade l'ultimo accordo della cadenza: se si tratta di un tempo forte, si ha la cadenza in battere, altrimenti si ha una cadenza in levare.

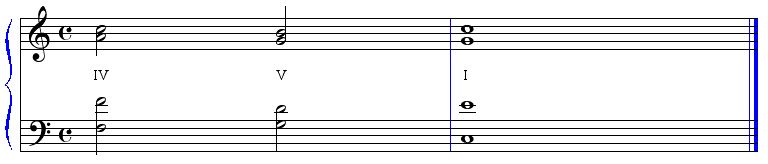
Esempio di cadenza (perfetta) in battere

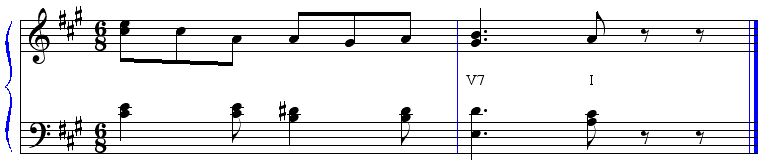
Esempio di cadenza in levare

Ogni tipo di cadenza armonica può essere sia in battere, che in levare.

### Cadenza piccarda
Consiste nel concludere una composizione basata sul modo minore sull'accordo del I grado con la terza innalzata. In questa maniera la composizione basata sul modo minore conclude su un accordo perfetto maggiore, anziché su quello perfetto minore; questo crea nell'ascoltatore come un bagliore di luce o di speranza sull'ultimo accordo che, essendo maggiore, è in contrasto con la sonorità cupa propria del modo minore.
Il termine tierce de Picardie (terza piccarda) per indicare questa formula fu usato per la prima volta da J.J. Rousseau nel Dictionnaire de musique (1767).  La motivazione di questa scelta linguistica risiedeva nel fatto che la suddetta formula cadenzale era usata (ancora ai tempi di Rousseau) nella musica da chiesa. Nella regione della Piccardia si faceva musica in numerose cattedrali; da qui - secondo lo stesso Rousseau - il nome tierce de Picardie. In realtà, nel corso dei secoli XVI e XVII era una prassi pressoché sistematica quella di concludere un brano in tonalità minore con l'accordo maggiore: a quell'epoca la terza minore era considerata una consonanza imperfetta (quindi non sufficientemente conclusiva), inoltre risultava particolarmente calante nel temperamento mesotonico allora in uso (che invece aveva le terze maggiori perfettamente consonanti).
Due celebri esempi di questa cadenza si trovano nella Passacaglia e Fuga in do minore BWV 582 di Johann Sebastian Bach, in cui la Passacaglia si conclude coerentemente sull'accordo di do minore ma la susseguente fuga si conclude su un accordo di Do maggiore) e nel finale della Suite Gothique op. 25 di Léon Boëllmann: il quarto movimento, in forma di toccata, composto anch'esso in Do minore, chiude in Do maggiore.

## Cadenze nella polifonia pre-rinascimentale

### Cadenza di Landini

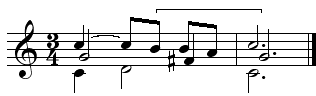
Esempio di Cadenza di Landini

È spesso indicata come "cadenza di Landini" la formula di cadenza usata tipicamente nella polifonia dei secoli XIV e XV.
A quel tempo un accordo finale poteva contenere solo l'ottava e la quinta della fondamentale, poiché la terza non era considerata una consonanza perfetta. Nella forma più tipica di questa cadenza, illustrata in figura, la voce superiore raggiunge la fondamentale con la successione VII grado (sensibile, spesso ribattuta) - VI grado - VIII grado; la voce più grave scende dal II al I grado; l'eventuale voce intermedia sale dal IV al V grado. Secondo le regole della musica ficta,  occorre alterare il IV grado per evitare il tritono con il VII grado della voce alta e, per questa ragione, si parla talvolta di doppia sensibile. La stessa formula melodica si applica anche, nella stessa epoca, alle cadenze frigie.
Il termine "cadenza di Landini", in riferimento alla discesa melodica del Cantus  fino al sesto grado prima della finalis', fu coniato dal musicologo tedesco A.G. Ritter nel 1884, che ne descrisse la struttura nel contesto dell'analisi della ballata Non arà mai pietà di Francesco Landini. Landini sembra, in effetti, essere il primo compositore ad aver dato forma a questa cadenza, che fu largamente usata dai compositori europei fino alla generazione di Guillaume Dufay e Gilles Binchois e, occasionalmente, ancora dai principali compositori franco-fiamminghi delle generazioni successive, incluso Josquin Desprez.

### Cadenza borgognona

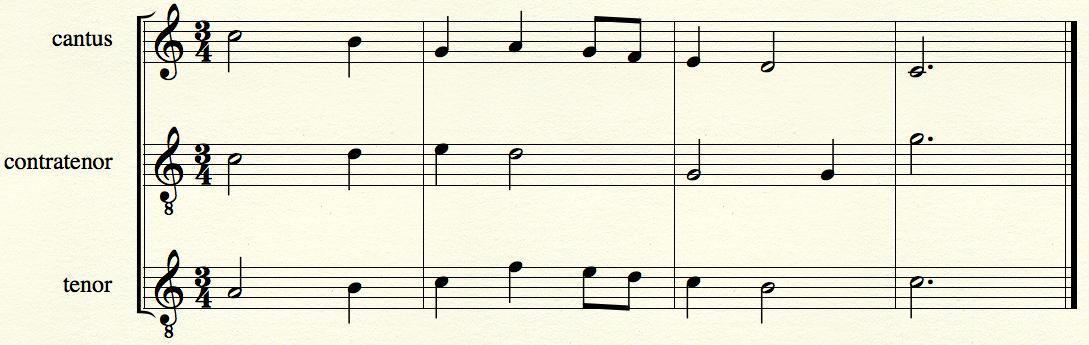
Le ultime quattro battute del rondeau "J'atendray tant qu'il vous playra" di Guillaume Dufay (1397-1474), esempio di "cadenza borgognona"

Una formula alternativa a quella illustrata nella sezione precedente fu talora usata nella prima metà del XV secolo, soprattutto dai compositori della Scuola di Borgogna (gli esempi più tipici si ritrovano nelle opere profane di Dufay e Binchois): in questa formula, prima della risoluzione la voce di contratenor viene a trovarsi sul V grado della scala, ma all'ottava inferiore. Come nell'esempio precedente, delle altre due voci (cantus e tenor), una sale per semitono alla fondamentale, l'altra scende dal II al I grado. Se la voce di contratenor salisse a sua volta alla fondamentale con un salto di quarta, si troverebbe all'unisono con il tenor e nell'accordo finale mancherebbe la quinta: i compositori borgognoni preferivano quindi far salire il contratenor al V grado, con un salto d'ottava. Questo schema fu poi abbandonato nella scrittura polifonica a quattro voci, che divenne prevalente nella seconda metà del XV secolo: in quel caso la quinta nell'accordo finale può essere raggiunta dal contratenor altus, mentre il bassus termina sulla fondamentale, all'unisono con il tenor o un'ottava sotto; si ottiene così lo schema classico di cadenza perfetta (V-I), che si affermò definitivamente nel corso del Rinascimento.

## La cadenza vocale o strumentale

### Opera in musica e concerto
Nell'opera e nella musica sinfonica (tipicamente nel concerto solista), per cadenza si intende un più o meno esteso passaggio virtuosistico, che può essere composto dall’autore o dall’esecutore (o anche improvvisato da quest'ultimo), eseguito dal solista mentre l'orchestra tace; si trova quasi sempre poco prima della conclusione del brano.
Fino alla fine del XVIII secolo le cadenze delle arie d'opera erano quasi sempre scritte o improvvisate dai cantanti che le eseguivano. In seguito i compositori provvidero a scrivere le cadenze vocali per esteso, ma i cantanti non smisero di modificarle o riscriverle. È celebre la lunghissima cadenza col flauto nell'Aria della Pazzia di Lucia di Lammermoor di Gaetano Donizetti, forse composta dal soprano Teresa Brambilla e comunque assente nell'originale donizettiano. Nel corso del XX secolo i cantanti d'opera abdicarono quasi del tutto a tale ruolo di compositori aggiunti, ma in cambio si assistette ad un curioso fenomeno di codificazione di ciò che in origine costituiva un momento improvvisativo, o almeno estemporaneo, dell'evento musicale: l'editore Ricordi pubblicò le cadenze (e le variazioni) raccolte ed elaborate dal maestro Luigi Ricci, che i cantanti presero ad utilizzare regolarmente in luogo di quelle delle partiture originali; solo negli ultimi decenni del secolo la filologia ha cominciato a scalzare questa tradizione.
Per quanto riguarda le cadenze strumentali, nell'ambito dei concerti per strumento solista e orchestra è celebre quella di Johann Sebastian Bach nel suo quinto Concerto brandeburghese, nel quale, verso la fine del primo tempo, l'orchestra tacet e il clavicembalo solista esegue una estesa sezione virtuosistica prima della ripresa che conclude il brano; essa viene considerata il primo esempio di cadenza nei concerti solistici. A partire dal periodo classico, pressoché tutti i concerti per strumento solista e orchestra presentano una cadenza da eseguirsi poco prima della conclusione del I movimento e, non di rado, anche una seconda cadenza che precede la fine dell'ultimo movimento. 
In questa accezione, il termine cadenza si riallaccia al significato che ha in armonia. Infatti, la cadenza viene preceduta dall'accordo di tonica della tonalità di base con la dominante al basso (accordo di tonica in 2° rivolto) eseguito a piena orchestra, e poi ha termine sull'accordo di dominante, di solito con un trillo, dopodiché l'orchestra riprende a suonare nell'ambito della tonalità di base, portando il brano alla sua conclusione.